# Pierre Joseph Van Beneden

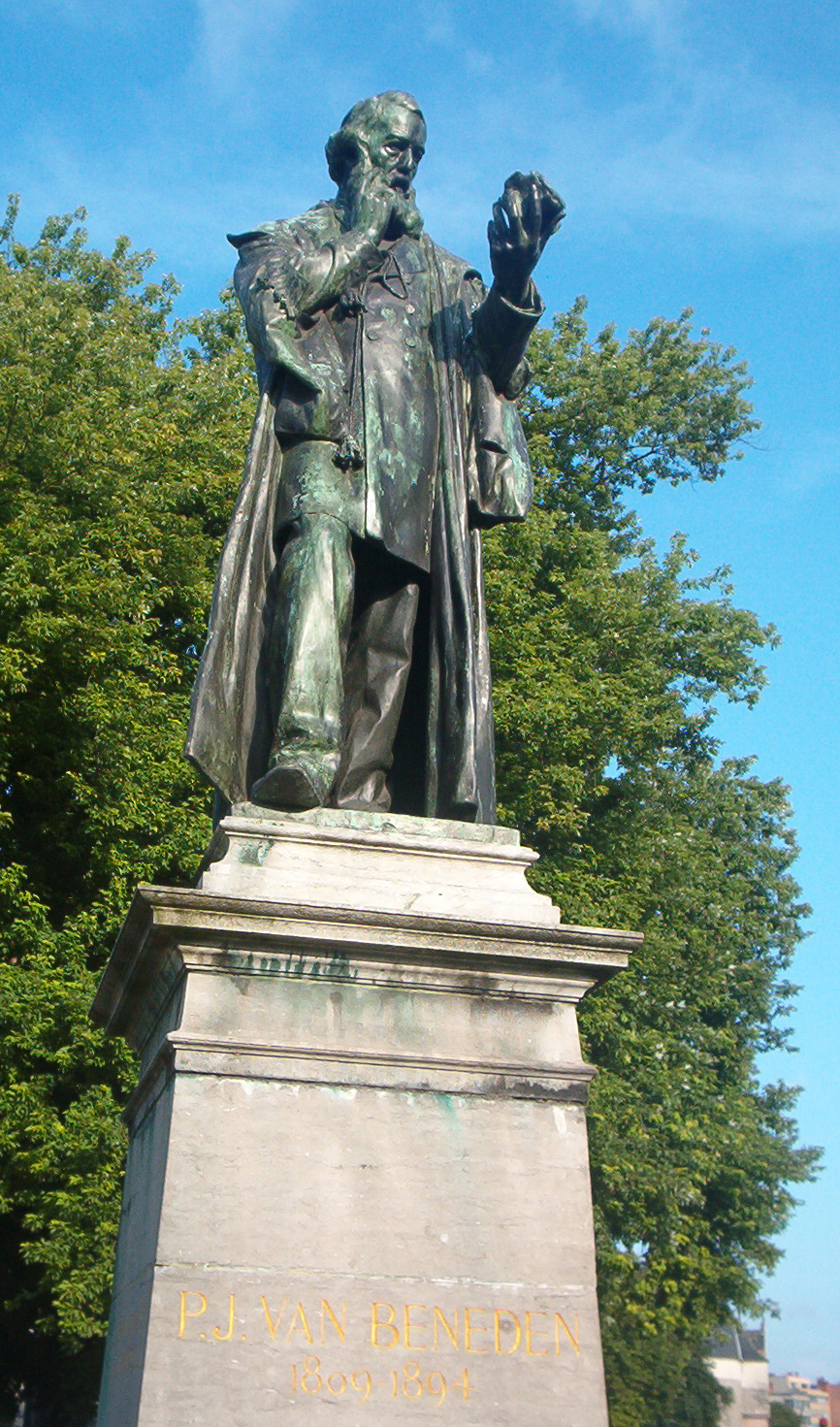
Het standbeeld van Pierre-Joseph van Beneden in Mechelen in de laan die naar hem werd vernoemd.

Pierre Joseph Van Beneden (Mechelen, 19 december 1809 - Leuven, 8 januari 1894) was een Belgisch paleontoloog en zoöloog.
Hij leerde het medisch beroep aan de Rijksuniversiteit Leuven en werd in 1831 aangesteld als conservator van het natuurhistorisch museum in het Koningscollege (Kabinet Plant- en Dierkunde) aan deze universiteit. Na de Belgische Revolutie werd hij benoemd tot hoogleraar zoölogie en vergelijkende anatomie aan de Katholieke Universiteit Leuven in het Koningscollege. Deze leerstoel zou hij houden tot aan zijn dood.
Heel zijn leven was Van Beneden een gedreven werker en de lijst van zijn bijdragen aan wetenschappelijke periodieken loopt in de tweehonderd. In het begin van zijn carrière richtte hij zijn aandacht op ongewervelden en vooral ongewervelde zeedieren, die hij bestudeerde tijdens zijn vakanties in Oostende. In 1843 richt hij een (op dat ogenblik uniek in de wereld) marien laboratorium en een aquarium op voor het verdere onderzoek naar deze materie.
Samenhangend met dit deel van zijn werk waren zijn klassieke studies in verband met parasitaire wormen, zowel de ontwikkeling, de transformatie als de levenscyclus. In 1858 werd een verhandeling bekroond met de Grand Prix des Sciences Physiques van het Institut de France. De verhandeling werd ondergebracht in de International Scientific Series in 1875 onder de titel Les commensaux et les parasites dans le règne animal en werd vertaald in het Engels en het Duits.
Van Beneden bestudeerde ook gewervelden. Tijdens de opgravingen, nodig bij de bouw van de forten rond Antwerpen, werden beenderen gevonden, fossielen van walvissen (Cetacea). Van Beneden bestudeerde deze beenderen in detail en hij publiceerde er verslagen en verschillende grote naslagwerken over. Het meest belangrijke werk van zijn hand was Ostéographie des cétacés vivants et fossiles (In samenwerking met Paul Gervais en gepubliceerd tussen 1868 en 1880). Zijn verslagen over de uitgestorven soorten gevonden die rond Antwerpen waren gevonden werden gepubliceerd in de Annales du Musée Royal d'Histoire naturelle de Bruxelles.
In 1878 was Van Beneden de eerste die begreep dat de fossiele vondsten uit Bernissart de dinosauriër Iguanodon betroffen. In 1883 was hij daarom verontwaardigd dat bij het eerste tentoongestelde skelet op een bordje stond dat het ontdekt was door mijningenieur Gustave Fagès.
Van Beneden was aanwezig op de 300e gedenkdag van de Edinburgh University en verkreeg daar een eredoctoraat. Hij werd daarbij ook lid van de Royal Society en tevens lid van de Linnean, Geological en Zoological Societies of London. Hij was tevens president van de Koninklijke Belgische Academie en werd benoemd tot grootofficier in de Orde van Leopold II.
Van Beneden was een devoot man en een overtuigd katholiek. Als schrijver van zijn eigen grafrede gaf hij ook aan de grootste tolerantie te bezitten voor het inzicht van anderen.
Als prominente bioloog in België hield Van Beneden vast aan de onveranderlijkheid van soorten en was zodoende een tegenstander van Darwins evolutietheorie.
Zijn zoon Edouard Van Beneden werd eveneens een belangrijk bioloog.

## Externe verwijzingen
- Pierre-Joseph van Beneden op Mechelen Mapt

- Biblioteca Nacional de España: XX1664391
- Bibliothèque nationale de France: cb134744839 (data)
- Biografisch Portaal: 68238966
- Catàleg d'autoritats de noms i títols de Catalunya: 981058529768806706
- Stuttgart Database of Scientific Illustrators 1450–1950: 309
- Gemeinsame Normdatei: 116119888
- International Standard Name Identifier: 0000 0001 0883 8164
- Library of Congress Control Number: n86868355
- Nationale bibliotheek van Australië: 36009609
- Nederlandse Thesaurus van Auteursnamen: 093977506
- Istituto Centrale per il Catalogo Unico: UFIV068387
- LIBRIS: 39848
- SNAC: w6g29kkx
- Système universitaire de documentation: 072321016
- Museum of New Zealand Te Papa Tongarewa: 71655
- Trove: 1183585
- Virtual International Authority File: 29680949
- WorldCat: E39PBJt8kfDQr3GyTxCDp789jC